# Марано (річка)
Марано (італ. Marano) — річка в Італії та Сан-Марино.
Довжина річки — 29,6 км. Річка є частиною східного кордону між Італією та Сан-Марино довжиною 6 км. Витік на горі Гельфа (Ghelfa), на кордоні між Сан-Марино та італійською провінцією Пезаро-е-Урбіно. Протікає біля міст Монтеджардіно та Фаетано в Сан-Марино, по провінції Ріміні в Італії. Впадає в Адріатичне море неподалік від міста Річчоне.
Притоки: Ф'юмічелло, Кандо.
| Сан-Марино | Це незавершена стаття з географії Сан-Марино. Ви можете допомогти проєкту, виправивши або дописавши її. |